# شامخ بلوي
شامخ البلوي هو رسام ومصمم أزياء سعودي عاش في الاردن. اكتسب شهرة عالمية بعد أن انتشرت رسوماته المنشورة على الإنترنت. في الرسومات تم قطع خط تصميم فساتين النساء بحيث تشكل الخلفية نسيجًا للفستان. وقد ألف معظم هذا الفن في مسقط رأسه عمّان كخلفية.